# Электровоз курастыру зауыты
АО «Электровоз курастыру зауыты» (ЭКЗ) (каз. Электровоз құрастыру зауыты) также Электровозосборочный завод Астаны — предприятие железнодорожного машиностроения, выпускающее электровозы, расположенное в городе Астана (Казахстан). Основные продукты — магистральный грузовой электровоз KZ8A переменного тока (и его вариация AZ8A), пассажирский электровоз — KZ4AT.
«Электровоз курастыру зауыты» является единственным на территории Центральной Азии и Кавказа производителем электровозом и наряду с «Локомотив курастыру зауыты» (находится рядом) является одним из крупных предприятий в Казахстане по выпуску локомотивов.
На 2023 год на ЭКЗ трудилось более 700 человек. Промышленная площадь состояла 35,000 м2 и имелось 6-ти производственных цехов. 

## Акционеры
- Alstom Transport (100%) — крупная французская машиностроительная компания, один из мировых лидеров железнодорожного транспорта[2].

На момент основания компании в 2010 году доли были распределены между казахстанской «Қазақстан темір жолы» — 50%, французской Alstom и российской «Трансмашхолдинг» — по 25%. В дальнейшем доли несколько раз менялись.
Также Alstom представлена в Казахстане собственным предприятием «КазЭлектроПривод» (КЭП) в Алматы, которое является единственным на территории Центральной Азии и Кавказа производителем стрелочных приводов.

## История
В июне 2010 года в рамках Петербургского международного экономического форума между АО «Ремлокомотив», ЗАО «Трансмашхолдинг» (ТМХ) и компанией «Alstom Transport SA» был подписан договор о налаживании в Казахстане совместного производства грузовых и пассажирских электровозов. Было создано совместное предприятие «Электровоз курастыру зауыты» (ЭКЗ) с долями КТЖ — 50%, Alstom и ТМХ — по 25%. В октябре был подписан договор на закупку у ЭКЗ национальным перевозчиком Казахстана «Қазақстан темір жолы» 295 новых электровозов до 2021 года.
Постановлением Правительства Республики Казахстан организация производства электровозов признана стратегическим инвестиционным проектом. Строительство завода началось в октябре 2011 года. В целях максимальной кооперации с действующими предприятиями завод расположился в специальной экономической зоне «Индустриальный парк Астаны». Завод строился в чистом поле, с нуля, и в декабре 2012 года, при участии Главы государства Нурсултана Назарбаева, состоялось торжественное открытие первой очереди электровозосборочного завода в Республике Казахстан.

На заводе стоимостью 50 млн евро из комплектующих Alstom и «Трансмашхолдинга» начало производиться продукция, вместе с тем был обозначен план по повышению уровня локализации до 80%. Одним из целей постройки завода являлось обновление тягового парка Казахстана, а также перспективы экспорта продукции.
В ноябре 2013 года АО «Локомотив» (дочерняя компании «КТЖ») был передан первый грузовой магистральный электровоз KZ8A для коммерческой эксплуатации.
В 2014 году между «Электровоз курастыру зауыты» и Азербайджанскими железными дорогами был подписан договор на поставку в Азербайджан 50 электровозов, 40 из которых — грузовые, а 10 — пассажирские. С учётом местных условия для страны был разработан электровоз AZ8A на основе KZ8A.
В феврале 2016 года французский концерн выкупил 25% акций у «КТЖ». В результате Alstom стал владельцем 50% уставного капитала (остальные доли 25% оставались у КТЖ и ТМХ). Также Alstom и ЭКЗ подписали соглашение о производстве тяговых трансформаторов, что позволяет ЭКЗ стать поставщиком данных комплектующих для Alstom за рубежом. На 2016 год уровень локализации составлял 16%, было обозначено к 2020 году долю локализации значительно повысить.
В 2017 году Alstom увеличила свою долю в компании до 75% выкупив 25% у КТЖ (оставшаяся доля 25% оставались за ТМХ).
К 2018 году для железных дорог Казахстана было сдано в эксплуатацию 49 KZ8A и 20 KZ4AT.
В 2018 году на предприятии запустилось производство тяговых трансформаторов. В этом же году в Азербайджан начали поступать первые из заказанных ранее электровозов Prima T8 (AZ8A).
В 2021 году на заводе был выпущен первый пассажирский электровоз Prima M4 KZ4AT (первые 20 машин этой модели поставленных в Казахстан собирались во Франции). Поставка пассажирских локомотивов KZ4AT является частью исполнения договора с КТЖ на поставку и обслуживание 302 грузовых локомотивов Prima T8 KZ8A и 119 пассажирских локомотивов Prima M4 KZ4AT с момента его подписания в 2010 году. Локомотив способен развивать скорость 200 км/ч. К 2022 году уровень локализации увеличился до 31%, также Alstom нарастила инвестиции в страну для повышения.
В марте 2022 года 25% ЭКЗ перешли под контроль Alstom (ранее эта доля принадлежала российской ТМХ), после сделки Alstom довела своё участие в предприятии до 100%.
В ноябре 2024 года в ходе встречи президента Казахстана Касым-Жомарт Токаевым с президентом Франции Эммануэлем Макроном «Қазақстан темір жолы» и «Alstom Transport SA» подписали соглашение о сборке на предприятии «Электровоз курастыру зауыты» нового типа грузового электровоза — KZ6A.
В апреле 2025 года обсуждалась возможность закупки Казахстаном 200 электровозов для КТЖ.

## Продукция
- Электровоз AZ8A эксплуатируемый в АзербайджанеKZ8A — грузовой электровоз.
- AZ8A — адаптированная версия электровоза KZ8A для эксплуатационных условий в Азербайджане[8][17].
- KZ4AT — пассажирский электровоз.
- KZ6A — в 2024 году было подписано соглашении о сборке этой модели электровоза[16], вероятно в шестиосном исполнении[18].

## Экспортные поставки
В 2014 году был заключён первый договор поставки продукции завода «Электровоз курастыру зауыты» на экспорт — в Азербайджан. В 2018 году в страну прибыл первый электровоз Prima T8 (AZ8A) из 50-ти заказанных, которые в планах использовать в том числе на недавно построенной железной дороге Баку—Тбилиси—Карс (БТК).